# アメリカン・ジゴロ
『アメリカン・ジゴロ』（American Gigolo）は、1980年のアメリカ合衆国のサスペンス映画。監督はポール・シュレイダー、出演はリチャード・ギアとローレン・ハットンなど。裕福な女性たちを相手に稼ぎまくっているジゴロが、罠に嵌められて殺人事件の容疑者にされるさまを描いている。

## ストーリー
主人公ジュリアンは、ビバリーヒルズの金持ち婦人を相手に稼ぎまくるジゴロ。彼は引きも切らないコールを受ける売れっ子であった。ある日、彼の客の金持ち女性が殺害された。ジュリアンはその犯人として逮捕されてしまう。彼のアリバイを証言してくれるはずの女性は、彼との関係が公になるのを恐れ、事実を葬り去る。しかし、数日前に偶然出会い、客として過ごした上院議員夫人の存在が、予想だにしない光明を彼にもたらすのだった。

## キャスト
- ジュリアン・ケイ：リチャード・ギア（日本語吹替：松橋登）
- ミシェル・スタットン：ローレン・ハットン
- サンデイ刑事：ヘクター・エリゾンド
- アン：ニーナ・ヴァン・パラント（英語版）
- リサ：K・キャラン（英語版）
- レオン：ビル・デューク

## 逸話
- リチャード・ギアの衣裳は、まだ無名に近かったジョルジオ・アルマーニが担当した。
- 主人公にはジョン・トラボルタも挙がっていたが、母親の病気や恋人との別れを理由に断られた[2][3]。また、メリル・ストリープも出演のオファーがされたが、作品のトーンが気に入られず断られた[4]。
- 劇中でリチャード・ギアが乗るクルマは、メルセデス・ベンツ450SL。
- 冒頭、オープンカーで走るシーンはマリブのパシフィックコーストハイウェイで撮影された。
- リチャード・ギアとローレン・ハットンが出会う場面は、ビバリーヒルズホテルのポロラウンジで撮影された。
- ゲイバーのシーンは、ラブレアアベニューにある本物のゲイバーで行われた。
- 主題歌の「コール・ミー」（ブロンディ）は、公開の年に全米・全英ヒットNo.1を記録した。
- 無修正の本編には、リチャード・ギアの男性器がそのまま映し出されている。
- ファッションブランドDsquared2の2011年春夏ミラノ・コレクションは、この映画がコンセプトになっている。

## 評価
Rotten Tomatoesによれば、33件の評論のうち高評価は73%にあたる24件で、平均点は10点満点中6.8点、批評家の一致した見解は「ポール・シュレイダーの冷静な演出とリチャード・ギアの控えめな演技はそれほど情熱を呼び起こすものではないが、『アメリカン・ジゴロ』はスタイリッシュな人物描写としては成功している。」となっている。
Metacriticによれば、8件の評論のうち、高評価は3件、賛否混在は4件、低評価は1件で、平均点は100点満点中57点となっている。